# Kalyx

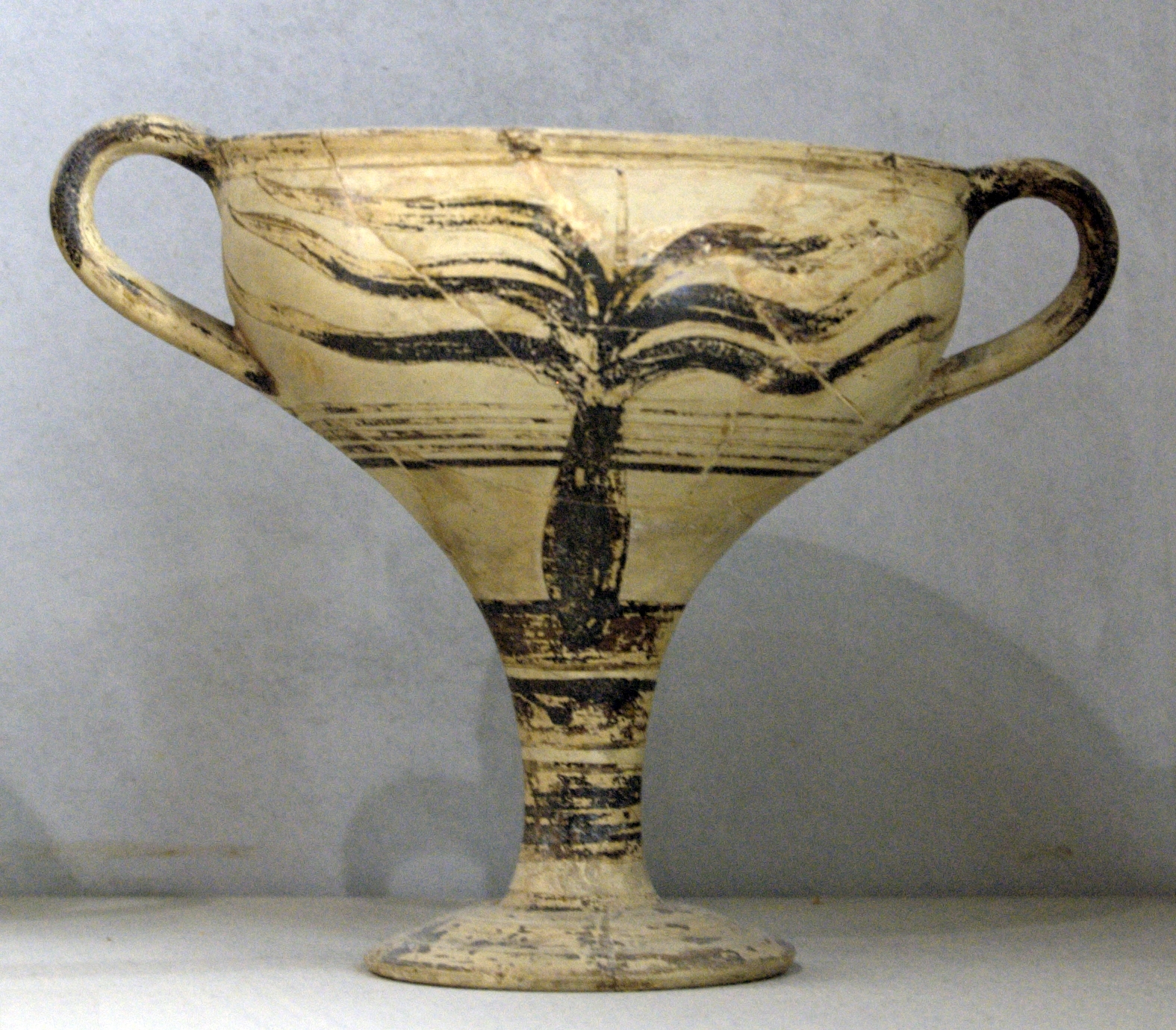
Späthelladischer, rhodischer Kalyx mit Oktopus-Verzierung; um 1380–1300 v. Chr.; Louvre

Als Kalyx (altgriechisch κάλυξ kályx, englisch Chalice) wird in der Klassischen Archäologie eine spezielle Variante der antiken Keramik bezeichnet. Dabei handelt es sich um ein kelchförmiges Trinkgefäß, die antike Variante des Kelchs.
Die Form wurde fast im gesamten Zeitraum der Antike und auch schon der Bronzezeit an vielen Orten produziert. Dabei waren die Formen des Geschirrs zum Teil sehr unterschiedlich und immer wieder Veränderungen und Entwicklungen unterworfen.

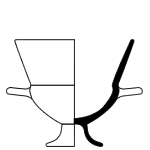
Umzeichnung einer attischen Kalyx

Die attische Kalyx erinnert an eine Zwischenform zwischen der Kylix mit Fuß und der fußlosen Lakaina und wirkt wie eine kleine Variante des Kelchkraters. Der Unterbau ist gestaltet wie eine Schale, der Körper wird von einem kurzen, breiten Schalenfuß gestützt, der auf einem recht breiten Fuß steht. Die Henkel befinden sich in etwa auf der Höhe des Schalenrandes. Auf diesem wurde jedoch noch eine breite Lippe aufgesetzt, so dass dieses Trinkgeschirr an einen Kelch erinnert. Deshalb wird der Kalyx auch als Kelchbecher bezeichnet. Die Form wurde recht selten hergestellt und nur selten von Vasenmalern verziert.